# 孔德 (汝拉省)
孔德（法語：Condes，法語發音：[kɔ̃d]）是法国汝拉省的一个市镇，属于隆斯勒索涅区。

## 地理
孔德（46°20'15"N, 5°37'28"E）面积2.05 平方千米，位于法国勃艮第-弗朗什-孔泰大區汝拉省，该省份为法国东部内陆省份，北起上索恩省，西北接科多尔省，西临索恩-卢瓦尔省，南至安省，东与杜省和瑞士接壤。
与孔德接壤的市镇（或旧市镇、城区）包括：多尔唐、尚西亚、韦斯克勒、图瓦雷特-夸西亚。

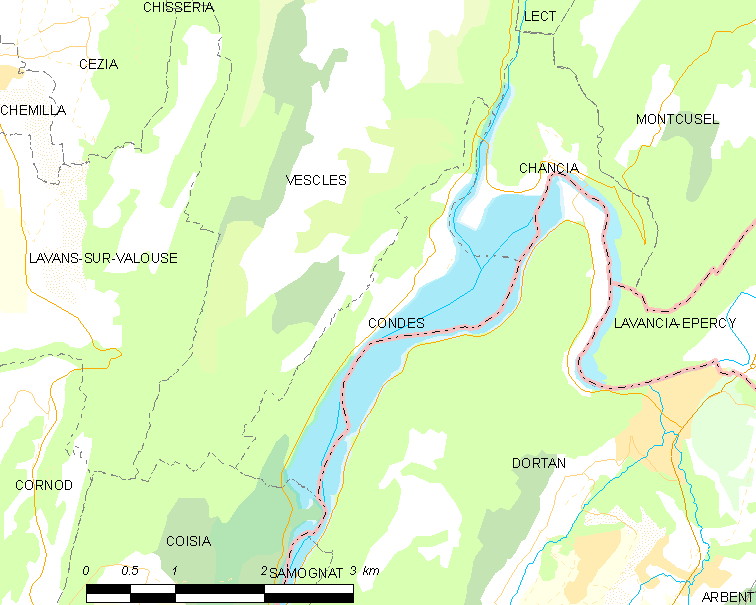
的OSM定位图

孔德的时区为UTC+01:00、UTC+02:00（夏令时）。

## 行政
孔德的邮政编码为39240，INSEE市镇编码为39163。

## 政治
孔德所属的省级选区为穆瓦朗昂蒙塔涅县。

## 人口

1962-2008年间人口变化图示

孔德于2022年1月1日时的人口数量为117人。